# Steve Bruce
Stephen Roger Bruce (Corbridge, 31 de desembre de 1960), conegut simplement com a Steve Bruce, és un exfutbolista i entrenador de futbol anglès, que entrena actualment el Blackpool FC.
Nascut a Corbridge, Northumberland, va prometre com a jove futbolista, però va ser rebutjat per diversos clubs professionals. Estava a punt de deixar el futbol quan va ser oferit una prova amb el Gillingham. Bruce va posteriorment ser oferit un contracte amb el Gillingham i va jugar més de 200 vegades pel club abans de fitxar pel Norwich City el 1984, on va guanyar la League Cup el 1985. El 1987, Bruce va fitxar pel Manchester United FC, amb qui va guanyar dotze trofeus, que inclouen tres títols de la Premier League, tres FA Cups, una League Cup i la recopa d'Europa. Va esdevenir el primer jugador anglès del segle XX a ser el capita d'un equip guanyador del doblet. Malgrat el seu èxit sobre la gespa, mai va representar la selecció d'Anglaterra. Ha estat anomenat un dels millors jugadors anglesos dels anys 1980 i 1990 que mai hagi jugat pel seu país a nivell internacional.
Bruce va començar la seva carrera d'entrenador amb el Sheffield United, i després de passar períodes curts entrenant Huddersfield Town, Wigan i Crystal Palace va marxar al Birmingham City el 2001. Durant els seus sis anys al Birmingham, va portar el club dues vegades a la Premier League. Va dimitir-hi el 2007 per tornar al Wigan, on va estar dos anys, fins que va tornar a dimitir dos anys més tard per acceptar el càrrec d'entrenador del Sunderland, on va estar fins a ser acomiadat el novembre 2011. Set mesos més tard va fitxar pel Hull City, on va dirigir el club a dues promocions a la Premier League i va arribar-hi a la final de la FA Cup de 2014. Va marxar del Hull el juliol 2016. Quatre mesos més tard, va acceptar ser l'entrenador de l'Aston Villa, un càrrec que va ocupar fins a ser acomiadat l'octubre 2018. El febrer 2019 va ser anunciat com a entrenador del Sheffield Wednesday, però ho va deixar cinc mesos més tard per substituir a Rafa Benítez com a entrenador del Newcastle United.